# Medienkunst

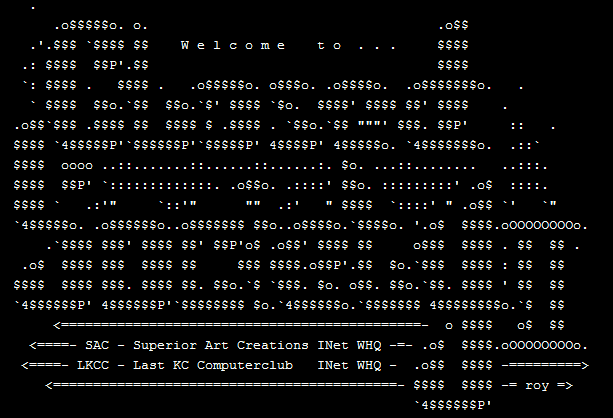
Newskool ASCII Screenshot mit den Worten „Closed Society II“

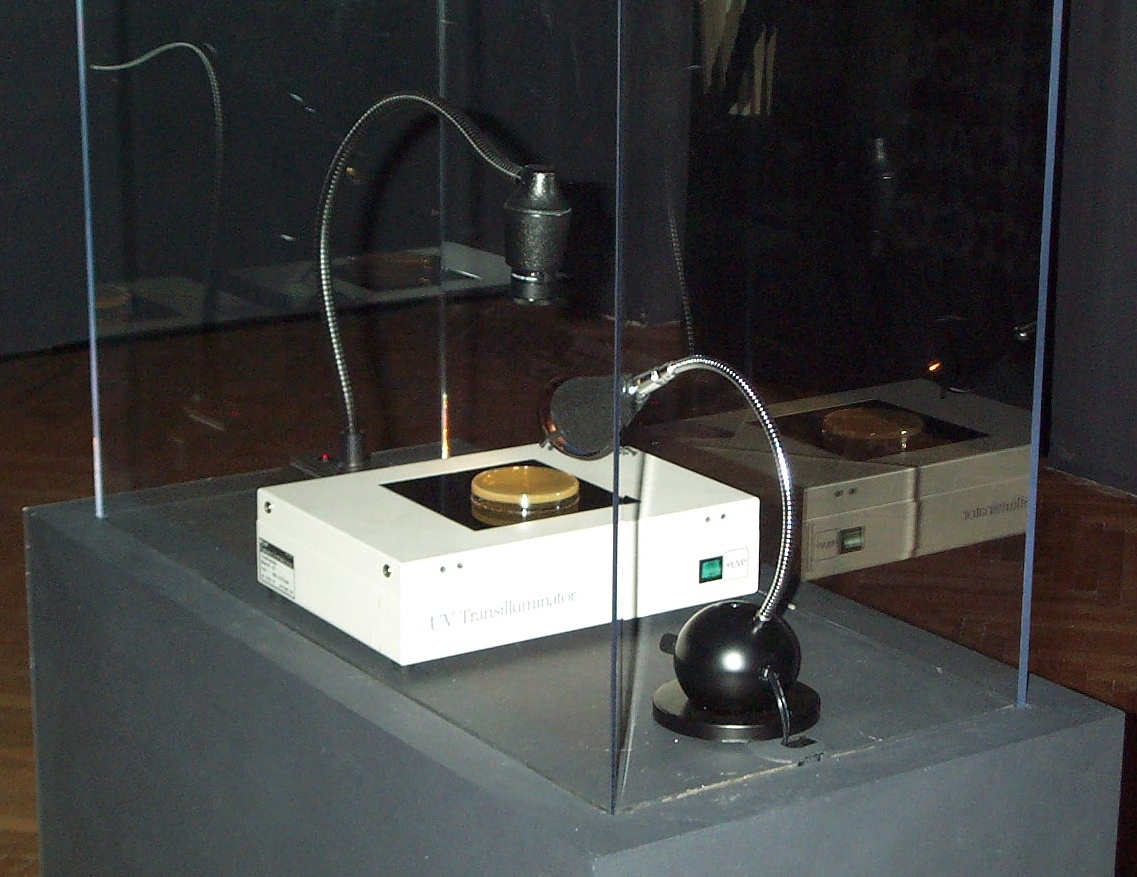
Eduardo Kacs Installation Genesis, Ars Electronica 1999

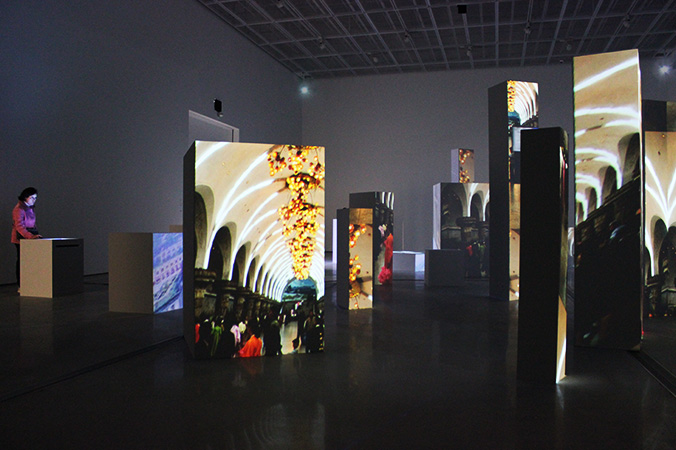
10.000 moving cities, Marc Lee, 2013, Nationalmuseum für moderne und zeitgenössische Kunst, Seoul

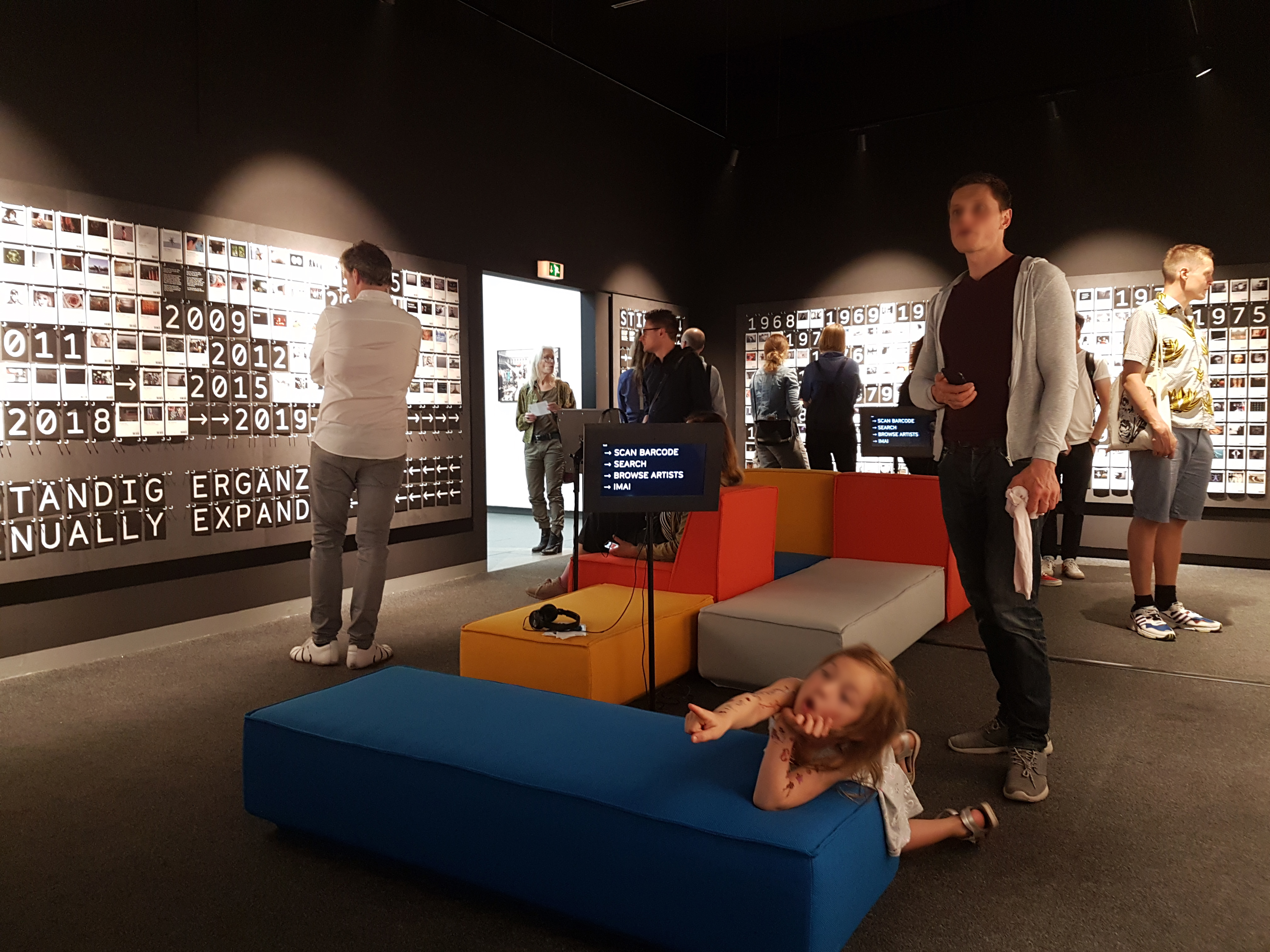
Stiftung imai, Videolounge, NRW-Forum Düsseldorf

Der Begriff der Medienkunst bezeichnet künstlerisches Arbeiten, das sich der Massenmedien bedient, die hauptsächlich im 20. und 21. Jahrhundert entstanden sind, wie beispielsweise Film, Video, Holographie, Internet, Computer, Mobiltelefonie und Computerspiel. Im Englischen wird der Begriff media art dagegen teilweise synonym zu new media art verwendet. Neue Medien sind hierbei jeweils Träger, Vermittler oder Arbeitsmaterial in der Kunst.

## Bezeichnungen
Je nachdem welches Medium im künstlerischen Schaffensprozess hauptsächlich eingesetzt wird, wird statt der Bezeichnung Medienkunst teilweise auch ein Unterbegriff zur Bezeichnung einer eigenen Kunstform verwendet wie z. B. Digitale Kunst (s. a. Digitale Medien), Videokunst, Computerkunst, Roboterkunst oder elektronische Kunst. Bei den letztgenannten Beispielen müssen die jeweiligen technischen Medien/Geräte auch als Namensgeber dieser Kunstformen dienen.
Ob sich diese Begriffe auf die Dauer halten werden, ist derzeit offen. Träger oder Vermittler von Kunst können jedoch auch abstrakte Medien wie Computernetze, Computerspiele oder abstrahierende Sprachen wie Programmiersprachen oder Mathematik sein. Die dementsprechenden Kunstrichtungen werden mit Netzkunst, Game Art (englisch Video Game Art und art game), Softwarekunst oder mathematische Kunst bezeichnet.
Um die Abgrenzung zu anderen künstlerischen Medien zu definieren, ist auch der Begriff zeitbasierte Kunst bzw. zeitbasierte Medien gebräuchlich. Dieser Begriff verdeutlicht die Einbindung der Komponente Zeit bzw. des Prozesses bei der Medienkunst. Die eingebundenen Prozesse können sozialer, technischer oder ästhetischer Natur sein. 
In diesem Ansatz zeigt sich eine Nähe zur Konzeptkunst. Falls der Prozess im Vordergrund steht (Prozesshafte Kunst), wird zur Bezeichnung der speziellen Kunstform oft die Beschreibung des Prozesses selbst benutzt, wie beispielsweise bei generative Kunst, interaktive Kunst, performative Kunst.
In der Medienkunst treten Künstler oft auch als Programmierer und Entwickler von Programmen auf. Viele Medienkünstler sind Autodidakten – beispielsweise auf bildnerischem oder auf technischem/mathematischen Gebiet. Eine medienkünstlerische Ausbildung, die sich explizit auf digital arbeitende Medien ausrichtet, gibt es erst seit wenigen Jahren. Bereits seit den 1970er Jahren gibt es Studiengänge der Medienkunst an zahlreichen deutschen und internationalen Universitäten. Sie alle verfolgen unterschiedliche Richtungen und Ziele.

## Geschichte
Die Medienkunst ist in ihrem Ursprung mit der Entwicklung fotografischer Techniken verbunden (ein Beispiel aus dem 16. Jahrhundert: das Zoetrop). Die ersten zur Medienkunst gerechneten Künstler haben zumeist in der Sparte des Experimentalfilmes gearbeitet, wie Norman McLaren, Evelyn Lambart, Oskar Fischinger, Alexandre Alexeieff, Claire Parker, Len Lye oder Mary Ellen Bute. Nam June Paik, Joseph Beuys und Wolf Vostell, ursprünglich zum Fluxus zählend, sind die bekanntesten Künstler, die mit den Medien Video und Fernsehen gearbeitet haben. In der Geschichte der Computerkunst gelten seit den 60er-Jahren Frieder Nake, Georg Nees und A. Michael Noll sowie konzeptionell seit den 50er-Jahren Max Bense als Pioniere. Aus dem Bereich der Konzeptkunst können Lawrence Weiner, Jeffrey Shaw, Fleischmann & Strauss, Jan-Peter E.R. Sonntag und Peter Weibel zu den Medienkünstlern gerechnet werden.
1979 stellte der Kölnische Kunstverein eine Videoinstallation von Marcel Odenbach aus. Videoinstallationen spielen ab den 1970er-Jahren bei der Durchsetzung der Medienkunst als eine den traditionellen Medien gleichwertige Sparte eine wichtige Rolle. Unter dem Titel Kunst und Technologie. Aufbruch in neue Wirklichkeiten präsentierte Jürgen Claus 1984 eine wichtige Ausstellung in Bonn (BMFT) mit den Schwerpunkten Holographie, Computerkunst, Video, Kybernetische Skulpturen, Kabel-TV und Bildplatte. Ab den späten 1980er-Jahren beherrschen schließlich Videoarbeiten auf internationalen Ausstellungen wie z. B. der Documenta (Marie Jo Lafontaine z. B. ist schon auf der Documenta 8 vertreten) oder der Biennale in Venedig das Bild und drängen vorübergehend Kunstformen wie die Malerei in den Hintergrund. 1989 organisierte Wulf Herzogenrath im Kölnischen Kunstverein eine Ausstellung Video Skulptur retrospektiv und aktuell 1963–1989. Weitere wichtige Künstler sind die US-Amerikaner Bruce Nauman und Bill Viola.
Wichtige Termine im deutschsprachigen Raum sind die Transmediale und Ars Electronica in Linz. 
Seit 2002 wird durch die Kunststiftung NRW der Nam June Paik Award für Medienkunst vergeben.